# Бальдисон, Мануэль
Мануэль Антонио Бальдисон Мендес (исп. Manuel Antonio Baldizón Méndez; род. 6 мая 1970, Флорес) — гватемальский политик, юрист, антрепренёр в гостиничном бизнесе, депутат Конгресса Республики (2004—2008). Он был руководителем партии Обновлённая демократическая свобода (LIDER). Был кандидатом в президенты на выборах 2011 года, когда вышел во 2-й тур, но уступил Отто Пересу Молине и 2015 года от партии Обновлённая демократическая свобода.

## Биография
Мануэль Бальдисон — родом из Аматитлана. В 1987 году закончил военную службу в пехоте в качестве второго лейтенанта запаса. В 2000 году получил диплом юриста в области юриспруденции и социальных наук, лицензию в качестве солиситора и нотариуса в Университете Мариано Гальвеза. Окончил аспирантуру в Университете Вальпараисо в Сантьяго (Чили), получив степень магистра делового администрирования (МБА). В 2004 году получил докторскую степень в области юриспруденции в Университете Сан-Карлос-де-Гватемала. После этого проходил пост-докторантуру в Университете Саламанки (Испания).

## Политическая карьера
В 2003 году был избран в Конгресс от Партии национального авангарда (ПАН), но присоединился к Национальному союзу надежды Альваро Колома в 2006 году. В 2007 году был переизбран конгрессменом. В 2009 году основал партию Обновлённая демократическая свобода. На президентских выборах 2011 года был кандидатом в президенты. Его напарником и кандидатом в вице-президенты была Ракель Бландон, бывшая жена бывшего президента Винисио Сересо. В 1-м туре 11 сентября 2011 года он набрал 1 004 215 голосов (22,68 %) и вышел во 2-й тур 6 ноября. Однако во 2-м туре уступил Отто Пересу Молине из Патриотической партии, набрав 1 980 819 голосов (46,26 %).
На выборах 2015 года вновь был кандидатом в президенты от партии Обновлённая демократическая свобода, в которых закончил третьим.
Бальдисона обвиняют в получении денег от компании Одебрехт. В январе 2019 года он был задержан в Майами согласно ордеру на арест от Интерпола.